# Marsala Volley 2022-2023
Questa voce raccoglie le informazioni riguardanti il Marsala Volley nelle competizioni ufficiali della stagione 2022-2023.

## Stagione
Nella stagione 2022-23 il Marsala Volley assume la denominazione sponsorizzata di Seap-Sigel Marsala.
Partecipa per la settima volta, la sesta consecutiva, alla Serie A2, chiudendo il girone B della regular season di campionato all'ottavo posto in classifica: l'undicesimo posto nella successiva pool salvezza ne determina la retrocessione in serie Serie B1.

## Organigramma societario
Area direttiva
- Presidente: Massimo Alloro
- Vicepresidente: Enzo Castiglione
- Direttore generale: Vito Marino
- Direttore sportivo: Maurizio Buscaino
- Team manager: Francesco Campisi
- Addetto agli arbitri: Piero Patti

Area tecnica
- Allenatore: Marco Bracci (fino al 27 gennaio 2023), Eraldo Buonavita (dal 27 gennaio 2023)
- Allenatore in seconda: Tomasella Lucio

Area comunicazione
- Relazioni esterne: Rossana Giacalone Caleca
- Ufficio stampa: Emanuele Giacalone
- Fotografo: Francesco De Simone

Area sanitaria
- Osteopata: Luigi Falcone

## Rosa
| N° | Nome                 | Ruolo | Data di nascita   | Nazionalità sportiva |
| -- | -------------------- | ----- | ----------------- | -------------------- |
| 1  | Giulia Orlandi       | P     | 29 gennaio 2004   | Italia               |
| 2  | Diana Spano          | O     | 18 gennaio 1999   | Italia               |
| 3  | Elisa D'Este         | C     | 25 luglio 2002    | Italia               |
| 5  | Maria Chiara Norgini | L     | 11 settembre 1998 | Italia               |
| 6  | Monika Šalkuté       | S     | 3 maggio 1993     | Lituania             |
| 7  | Merle Baasdam        | O     | 12 novembre 1998  | Paesi Bassi          |
| 9  | Francesca Guarena    | C     | 9 ottobre 2003    | Italia               |
| 10 | Kinga Szűcs          | S     | 8 giugno 1993     | Ungheria             |
| 11 | Matilde Frigerio     | C     | 3 febbraio 2002   | Italia               |
| 13 | Elisa Garofalo       | S     | 10 aprile 2002    | Italia               |
| 14 | Serena Moneta        | S     | 17 dicembre 1990  | Italia               |
| 16 | Chiara Ghibaudo      | P     | 25 dicembre 2003  | Italia               |
| 18 | Katarina Bulović     | S     | 19 gennaio 2002   | Italia               |

## Mercato
| Acquisti | Acquisti             | Acquisti             | Acquisti   |
| R.       | Nome                 | da                   | Modalità   |
| -------- | -------------------- | -------------------- | ---------- |
| O        | Merle Baasdam        | Hermes Oostende      | definitivo |
| S        | Katarina Bulović     | Olimpia Teodora      | definitivo |
| C        | Matilde Frigerio     | Montecchio Maggiore  | definitivo |
| S        | Elisa Garofalo       | Sant'Anna            | definitivo |
| P        | Chiara Ghibaudo      | Libertas Martignacco | definitivo |
| C        | Francesca Guarena    | Chieri '76           | definitivo |
| S        | Serena Moneta        | Aragona              | definitivo |
| L        | Maria Chiara Norgini | Vicenza              | definitivo |
| P        | Giulia Orlandi       | Volleyrò             | definitivo |
| S        | Monika Šalkuté       | Saint-Cloud Paris SF | definitivo |
| O        | Diana Spano          | Fly Marsala          | definitivo |
| S        | Kinga Szűcs          | Pałac Bydgoszcz      | definitivo |

| Cessioni | Cessioni          | Cessioni         | Cessioni   |
| R.       | Nome              | a                | Modalità   |
| -------- | ----------------- | ---------------- | ---------- |
| C        | Giulia Caserta    | Fly Marsala      | definitivo |
| P        | Florencia Ferraro | Vicenza          | definitivo |
| L        | Nicole Gamba      | Savino Del Bene  | definitivo |
| O        | Akuabata Okenwa   | Helvia Recina    | definitivo |
| C        | Sveva Parini      | Adolfo Consolini | definitivo |
| S        | Maria Laura Patti | Progetto Smart   | definitivo |
| S        | Aurora Pistolesi  | Idea Sassuolo    | definitivo |
| S        | Virginia Ristori  | Bologna          | definitivo |
| P        | Chiara Scacchetti | Idea Sassuolo    | definitivo |
| L        | Simona Vaccaro    | ?                | ?          |

## Risultati

### Serie A2

#### Girone di andata
| 2ª Giornata - 30 ottobre 2022 Palestra UniMe, Messina                            | Sant'Anna        | 1 - 3 | Marsala              | 23-25, 25-20, 18-25, 19-25        |
| 3ª Giornata - 6 novembre 2022 PalaBellina, Marsala                               | Marsala          | 1 - 3 | Roma Club            | 26-24, 11-25, 19-25, 14-25        |
| 4ª Giornata - 9 novembre 2022 PalaBellina, Marsala                               | Marsala          | 0 - 3 | Soverato             | 20-25, 18-25, 12-25               |
| 5ª Giornata - 13 novembre 2022 Palazzetto dello Sport, Latisana                  | Talmassons       | 3 - 0 | Marsala              | 25-16, 25-10, 25-20               |
| 6ª Giornata - 20 novembre 2022 PalaBellina, Marsala                              | Marsala          | 2 - 3 | Montecchio Maggiore  | 21-25, 25-22, 25-21, 24-26, 11-15 |
| 7ª Giornata - 23 novembre 2022 PalaBellina, Marsala                              | Marsala          | 3 - 2 | Assitec              | 26-24, 21-25, 25-21, 19-25, 15-10 |
| 8ª Giornata - 27 novembre 2022 Palazzetto dello Sport, San Giovanni in Marignano | Adolfo Consolini | 3 - 0 | Marsala              | 25-15, 25-19, 25-10               |
| 9ª Giornata - 4 dicembre 2022 PalaPellini, Perugia                               | Perugia          | 0 - 3 | Marsala              | 20-25, 23-25, 21-25               |
| 10ª Giornata - 11 dicembre 2022 PalaBellina, Marsala                             | Marsala          | 0 - 3 | Libertas Martignacco | 23-25, 21-25, 23-25               |
| 11ª Giornata - 18 dicembre 2022 Palasport Città di Vicenza, Vicenza              | Vicenza          | 3 - 0 | Marsala              | 25-18, 25-19, 25-23               |

#### Girone di ritorno
| 13ª Giornata - 8 gennaio 2023 PalaBellina, Marsala                         | Marsala              | 1 - 3 | Sant'Anna        | 20-25, 25-17, 23-25, 23-25 |
| 14ª Giornata - 15 gennaio 2023 Palazzetto dello Sport, Guidonia Montecelio | Roma Club            | 3 - 0 | Marsala          | 25-17, 25-10, 25-16        |
| 15ª Giornata - 18 gennaio 2023 PalaScoppa, Soverato                        | Soverato             | 3 - 0 | Marsala          | 28-26, 25-16, 25-22        |
| 16ª Giornata - 22 gennaio 2023 PalaBellina, Marsala                        | Marsala              | 0 - 3 | Talmassons       | 18-25, 19-25, 23-25        |
| 17ª Giornata - 5 febbraio 2023 PalaFerroli, San Bonifacio                  | Montecchio Maggiore  | 3 - 0 | Marsala          | 25-19, 25-22, 25-21        |
| 18ª Giornata - 8 febbraio 2023 PalaIaquaniello, Sant'Elia Fiumerapido      | Assitec              | 3 - 1 | Marsala          | 25-14, 20-25, 25-14, 25-12 |
| 19ª Giornata - 12 febbraio 2023 Palazzetto dello Sport, Marsala            | Marsala              | 1 - 3 | Adolfo Consolini | 21-25, 25-17, 11-25, 16-25 |
| 20ª Giornata - 19 febbraio 2023 Palazzetto dello Sport, Marsala            | Marsala              | 1 - 3 | Perugia          | 25-16, 16-25, 23-25, 23-25 |
| 21ª Giornata - 26 febbraio 2023 Palazzetto dello Sport, Martignacco        | Libertas Martignacco | 3 - 0 | Marsala          | 28-26, 25-17, 25-18        |
| 22ª Giornata - 5 marzo 2023 Palazzetto dello Sport, Marsala                | Marsala              | 3 - 1 | Vicenza          | 21-25, 25-21, 25-17, 27-25 |

#### Pool salvezza
| 1ª Giornata - 12 marzo 2023 Palazzetto dello Sport, Marsala              | Marsala     | 3 - 2 | Esperia     | 25-21, 20-25, 15-25, 28-26, 18-16 |
| 2ª Giornata - 18 marzo 2023 PalaCoim, Offanengo                          | Offanengo   | 3 - 0 | Marsala     | 25-17, 25-18, 25-19               |
| 3ª Giornata - 21 marzo 2023 Palazzetto dello Sport, Marsala              | Marsala     | 3 - 1 | Club Italia | 25-22, 23-25, 25-23, 25-21        |
| 4ª Giornata - 26 marzo 2023 PalaBione, Lecco                             | Lecco Picco | 3 - 0 | Marsala     | 25-17, 25-19, 25-19               |
| 5ª Giornata - 2 aprile 2023 Palazzetto dello Sport, Marsala              | Marsala     | 2 - 3 | Montale     | 25-21, 17-25, 25-17, 21-25, 9-15  |
| 6ª Giornata - 9 aprile 2023 PalaFrancescucci, Casnate con Bernate        | Alba        | 3 - 0 | Marsala     | 25-15, 25-13, 25-17               |
| 7ª Giornata - 15 aprile 2023 PalaRadi, Cremona                           | Esperia     | 3 - 1 | Marsala     | 19-25, 25-15, 25-17, 25-22        |
| 8ª Giornata - 20 aprile 2023 Palazzetto dello Sport, Marsala             | Marsala     | 3 - 1 | Offanengo   | 25-20, 25-20, 18-25, 25-18        |
| 9ª Giornata - 10 maggio 2023 Centro Pavesi, Milano                       | Club Italia | 3 - 0 | Marsala     | 25-19, 25-19, 25-21               |
| 10ª Giornata - 30 aprile 2023 Palazzetto dello Sport, Marsala            | Marsala     | 1 - 3 | Lecco Picco | 26-28, 22-25, 25-21, 26-28        |
| 11ª Giornata - 6 maggio 2023 Palestra Vezio Magagni, Castelnuovo Rangone | Montale     | 3 - 0 | Marsala     | 25-22, 25-21, 25-17               |
| 12ª Giornata - 14 maggio 2023 Palazzetto dello Sport, Marsala            | Marsala     | 2 - 3 | Alba        | 25-19, 25-18, 19-25, 37-39, 7-15  |

## Statistiche

### Statistiche di squadra
| Competizione | Punti | In casa | In casa | In casa | In trasferta | In trasferta | In trasferta | Totale | Totale | Totale |
| Competizione | Punti | G       | V       | P       | G            | V            | P            | G      | V      | P      |
| ------------ | ----- | ------- | ------- | ------- | ------------ | ------------ | ------------ | ------ | ------ | ------ |
| Serie A2     | 22    | 16      | 5       | 11      | 16           | 2            | 14           | 32     | 7      | 25     |
| Totale       | -     | 16      | 5       | 11      | 16           | 2            | 14           | 32     | 7      | 25     |

G = partite giocate; V = partite vinte; P = partite perse 

### Statistiche dei giocatori
| Giocatore   | Serie A2 | Serie A2 | Serie A2 | Serie A2 | Serie A2 | Totale | Totale | Totale | Totale | Totale |
| Giocatore   | P        | PT       | AV       | MV       | BV       | P      | PT     | AV     | MV     | BV     |
| ----------- | -------- | -------- | -------- | -------- | -------- | ------ | ------ | ------ | ------ | ------ |
| M. Baasdam  | 9        | 47       | 42       | 3        | 2        | 9      | 47     | 42     | 3      | 2      |
| K. Bulović  | 29       | 295      | 251      | 19       | 25       | 29     | 295    | 251    | 19     | 25     |
| E. D'Este   | 20       | 105      | 50       | 39       | 15       | 20     | 105    | 50     | 39     | 15     |
| M. Frigerio | 29       | 166      | 115      | 33       | 18       | 29     | 166    | 115    | 33     | 18     |
| E. Garofalo | 24       | 37       | 33       | 2        | 2        | 24     | 37     | 33     | 2      | 2      |
| C. Ghibaudo | 30       | 61       | 27       | 13       | 21       | 30     | 61     | 27     | 13     | 21     |
| F. Guarena  | 21       | 73       | 45       | 19       | 9        | 21     | 73     | 45     | 19     | 9      |
| S. Moneta   | 31       | 267      | 241      | 15       | 11       | 31     | 267    | 241    | 15     | 11     |
| M. Norgini  | 31       | 0        | 0        | 0        | 0        | 31     | 0      | 0      | 0      | 0      |
| G. Orlandi  | 15       | 28       | 11       | 11       | 6        | 15     | 28     | 11     | 11     | 6      |
| M. Šalkuté  | 31       | 505      | 454      | 40       | 11       | 31     | 505    | 454    | 40     | 11     |
| D. Spano    | 4        | 0        | 0        | 0        | 0        | 4      | 0      | 0      | 0      | 0      |
| K. Szűcs    | 10       | 35       | 32       | 0        | 3        | 10     | 35     | 32     | 0      | 3      |

P = presenze; PT = punti totali; AV = attacchi vincenti; MV = muri vincenti; BV = battute vincenti